# UP (clase de complejidad)
En teoría de la complejidad computacional, la clase de complejidad UP (tiempo polinómico, no determinista, no ambiguo) es el conjunto de los problemas de decisión que pueden ser resueltos en tiempo polinómico por una máquina de Turing no determinista tal que la solución si existe es única. La clase UP está contenida en NP y contiene a P. No se sabe si estas inclusiones son estrictas.
Un lenguaje L pertenece a UP si existe un algoritmo A de tiempo polinómico con dos entradas y una constante c tal que: 
L = {x in {0,1}* | ∃! valor, y con |y| = O(|x|c) tal que A(x,y) = 1}
- Datos: Q906584